# Habenaria weileriana
Habenaria weileriana är en orkidéart som beskrevs av Rudolf Schlechter. Habenaria weileriana ingår i släktet Habenaria och familjen orkidéer. Inga underarter finns listade i Catalogue of Life.